# Lego Batman: The Videogame
Lego Batman: The Videogame é um jogo de videogame de ação-aventura, desenvolvido pela Traveller's Tales e lançado pela Warner Bros. Games em 2008. O jogo é semelhante aos da série LEGO Star Wars e LEGO Indiana Jones, ambos baseados na série de brinquedos Lego.
Apesar das avaliações positivas dos críticos, o jogo foi indicado ao prêmio Toady Award (Toys Oppressive And Destructive to Young Children), oferecido pela ONG norte-americana Campaign for a Commercial-Free Childhood, na categoria de "Pior Brinquedo do Ano"

## História
O jogo se baseia na fuga de 3 grupos de vilões, que fogem do Asilo Arkham (Arkham Asylum). Dando a responsabilidade à Batman e Robin de captura-los novamente.

### Grupo 1
- Charada
- Duas Caras
- Cara de Barro
- Senhor Frio
- Hera Venenosa
Planejam invadir e roubar a Reserva de Ouro da cidade.

### Grupo 2
- Pinguim
- Bane
- Mulher Gato
- Crocodilo
- Morcego Humano
Querem lançar seu exército de pinguins controlados por controle remoto na cidade.

### Grupo 3
- Coringa
- Arlequina (ou Harley Quinn, como na versão original)
- Chapeleiro Louco
- Espantalho
- Mariposa Assassina
Pretendem espalhar o gás do riso pela cidade.

## Personagens
Heróis:
- Bruce Wayne / Batman
- Dick Grayson / Robin
- Bárbara Gordon / Batgirl
- Dick Grayson / Asa Noturna
- Alfred Pennyworth
- Comissário Jim Gordon

Vilões:
- Edward Nigma / Charada
- Harvey Dent / Duas Caras
- Basil Karlo / Cara de Barro
- Victor Freeze / Senhor Frio
- Pamela Isley / Hera Venenosa
- Oswald Cobblepot / Pinguim
- Bane
- Selina Kyle / Mulher Gato
- Waylon Jones / Crocodilo
- Kirk Langstrom / Morcego Humano
- Coringa
- Harleen Quinzel / Arlequina
- Jervis Tetch / Chapeleiro Louco
- Jonathan Crane / Espantalho
- Drury Walker / Mariposa Assassina

## Dica do Jogo
- Luke Cage, personagem da Marvel, pode ser criado na sala para criar legos no Arkham Asylum.